# Pupalka velkoplodá
Pupalka velkoplodá (Oenothera macrocarpa) je vytrvalá bylina z čeledi pupalkovité (Onagraceae). Pupalka velkoplodá je původní v střední části USA.

## Popis
Jsou to vytrvalé byliny dorůstající do výšky od 10 cm do 30 cm. Nápadné symetrické žluté květy vyrůstají jednotlivě. Mají spodní semeník tvořený čtyřmi plodolisty, je srostlý s číškou, která ve tvaru protáhlé trubičky semeník vysoko přerůstá; na konci nese čtyři čárkovitě kopinaté, dolu ohnuté kališní lístky a dále čtyři tupě laločnaté korunní lístky žluté barvy. Listy mají dlouze kopinatý tvar. Kvete v červnu až září.

## Ekologie
Rostliny mohou vyrůstat v málo výživné a suché půdě, často si vybírají půdu narušenou lidskou činností nebo vlivy počasí, na svých neúrodných stanovištích většinou nemají konkurenci jiných rostlin.

## Pěstování
Preferuje slunečné polohy, sušší propustné půdy. Množí se semeny i dělením oddenků. Je vhodná do záhonů, skalek, volných kompozic ve skupinách. Velké nápadné květy předurčují druh pro použití v popředí.